# Dawid Tomaszewski
Dawid Tomaszewski (* 21. November 1979 in Danzig, Polen) ist ein polnisch-deutscher Modeschöpfer und Designer. Er ist Gründer des gleichnamigen Modelabels, das seit 2009 besteht und seinen Sitz in Berlin hat. Die Inspiration für seine Entwürfe bezieht der Designer aus Kunst, Architektur und Musik.

## Leben

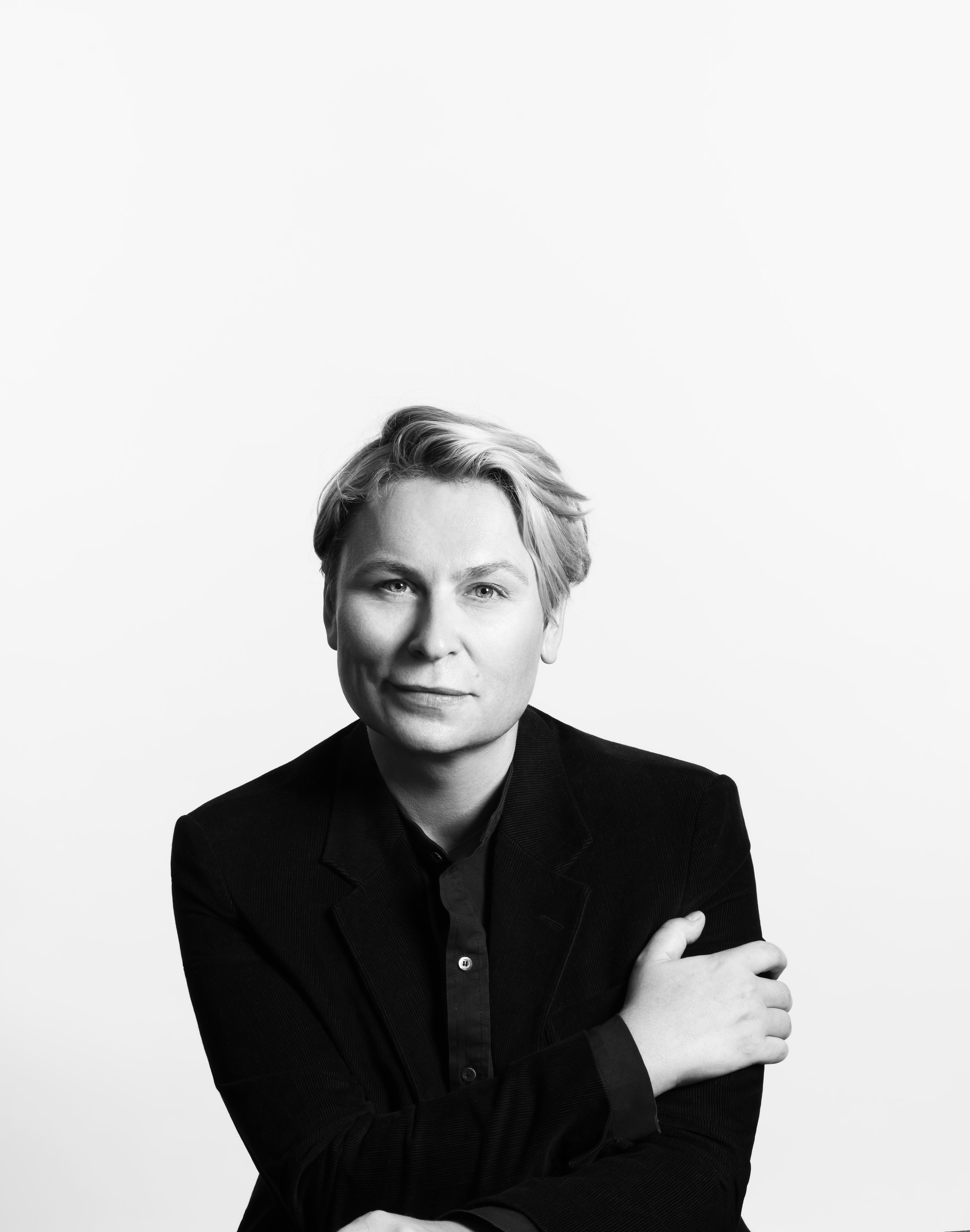
Dawid Tomaszewski, 2022

Tomaszewski ist Absolvent des London College of Fashion (1999–2001) und der Akademie der Künste Berlin unter Vivienne Westwood (2001–2004), Fachrichtung Mode Design. Danach absolvierte er das Fernstudium in Kunstgeschichte an der Kunsthochschule in Posen (2004–2005). 2000 arbeitete er für Sonia Rykiel und 2003 für Alexis Mabille.
Im Jahr 2008 nahm er an einem Wettbewerb teil. Im selben Jahr kreierte er für Reebok eine Speciakollektion. Er gehörte zu den Designern, die für Design Hotels Taschen gestalteten, die bei der London Fashion Week präsentiert wurden. Weiterhin entwarf er ein Charity-T-Shirt für Hallhuber. 2009 gewann er den Young Designer Award, der kreativen und erfolgversprechenden jungen Designern verliehen wird. Im selben Jahr begann seine Zusammenarbeit mit Comme des Garçons in Tokio, wo er der Designassistent von Rei Kawakubo war.
Nach seiner Rückkehr aus Tokio gründete er 2009 sein eigenes Label. Bereits über seine erste Kollektion berichteten internationale Modemagazine wie Vogue. Seither präsentiert er regelmäßig seine neuen Kollektionen, zum Beispiel bei der Mercedes Benz Fashion Week in Berlin. Prominente aus Kultur und Gesellschaft tragen seine New Couture.
Bekanntheit brachte ihm die Kollektion Torques Elipses, die 2011 während der Berlin Fashion Week vorgestellt wurde.
Seine Kollektionen werden regelmäßig in Magazinen wie Vogue, Interview, L'Officiel, Elle, Bazaar, InStyle und Vanity Fair veröffentlicht. Jede Saison nimmt er an diversen Fashion Weeks teil.

## Auszeichnungen
- 2005: Ausgezeichnet mit dem „Złota Kredka“, Łódź (Polen)
- 2009: Ausgezeichnet mit dem „Premium Young Designer Award“, Berlin
- 2011: Ausgezeichnet mit dem Ehrenpreis „Golden Thread“, Łódź (Polen)

## Persönliches
Tomaszewski gehört zu den Protegés von Vogue-Chefredakteurin Christiane Arp, die ihn in den Kreis der Repräsentanten ihres Vogue Salons aufgenommen hat. 2011 war er Ehrengast des Wettbewerbs Złota Kredka, Łódź. 2014 fungierte er als Mitglied der Jury der sechsten Ausgabe der Fashion Designer Awards, Warschau.